# Haruo Minami
Haruo Minami (三波春夫?, Minami Haruo; Nagaoka, 19 luglio 1923 – 14 aprile 2001) è stato un cantante enka giapponese.
Il suo nome di battesimo era Bunji Kitazume (北詰文司?, Kitazume Bunji). È conosciuto per il popolare detto "I clienti sono dei" (お客様は神様です?, Okyakusama wa kamisama desu).

## Carriera
Nel 1939, all'età di 16 anni, Haruo Minami debuttò come artista del rōkyoku, un tipo di narrazione cantata, sotto il nome Fumiwaka Nanju (南條文若?, Nanjū Fumiwaka).
Nel corso della sua carriera ha scritto diverse canzoni, tra cui alcune per serie animate come Super Zugan e Shin Chan.
Il 14 aprile 2001, Minami more a causa di un cancro alla prostata all'età di 77 anni.